# Karol Rojek
Karol Rojek (ur. 4 listopada 1909 w Zatorach, powiat Pułtusk, zm. 20 maja 1973 w Warszawie) – ekonomista polski, inżynier mechanik, specjalista transportu, urzędnik państwowy.

## Życiorys
Urodził się w rodzinie Józefa, robotnika, i Heleny z Żeglińskich. Jego brat Józef, lotnik, zginął w czasie II wojny światowej zestrzelony nad Atlantykiem. Ukończył w 1928 Gimnazjum im. Staszica w Warszawie. W latach 1928–1935 studiował ekonomię w Szkole Głównej Handlowej w Warszawie; otrzymał wyróżnienie za pracę Wodniarskie procedery zarobkowe na terenie Warszawy. Pracował w polskim oddziale YMCA, działał w Związkach Sportowych Warszawy. W latach 1932–1933 ukończył Szkołę Podchorążych Rezerwy Lotnictwa w Dęblinie. Na stopień podporucznika został mianowany ze starszeństwem z 1 stycznia 1935 i 45. lokatą w korpusie oficerów rezerwy aeronautyki. Posiadał przydział w rezerwie do 1 Pułku Lotniczego w Warszawie.
W 1939 został zmobilizowany i w czasie kampanii wrześniowej walczył pod dowództwem generała Franciszka Kleeberga. Był ranny pod Kockiem. Nie trafił do niewoli niemieckiej i w okresie okupacji pracował w hurtowym handlu warzywami; działał jednocześnie w konspiracji, m.in. organizacji wywiadowczej „Muszkieterowie”. Kilkakrotnie był zatrzymywany przez Gestapo.
Po wojnie został zmobilizowany do 15 Zapasowego Pułku Lotniczego w Radomiu; wkrótce zwolniony z wojska, został skierowany do pracy w Ministerstwie Przemysłu i Handlu, gdzie był m.in. wicedyrektorem Biura Organizacji Dostaw. Pracował następnie w rządowej administracji transportowej, zajmował stanowiska wicedyrektora Departamentu Komunikacji i Łączności w Państwowej Komisji Planowania Gospodarczego, wicedyrektora Departamentu Transportu w Ministerstwie Budownictwa Przemysłowego, dyrektora Departamentu Transportu, Mechanizacji i Energetyki w Ministerstwie Budownictwa i Przemysłu Materiałów Budowlanych, radcy tego ministerstwa. Kierował transportem na takich wielkich budowach, jak Huta Lenina w Krakowie, Huta im. Bolesława Bieruta, Stadion Dziesięciolecia w Warszawie. W 1956 uzyskał dyplom inżyniera mechanika na Politechnice Śląskiej w Gliwicach.
W latach 1950–1955 był redaktorem naczelnym miesięcznika „Transport” (później „Transport i Spedycja”), przez wiele lat wchodził w skład redakcji miesięcznika „Motoryzacja”. Ogłosił ponad 100 artykułów i kilka podręczników dotyczących mechanizacji, eksploatacji i naprawy pojazdów oraz ekonomiki transportu budowlanego, m.in. O usprawnieniu transportu w budownictwie (1952), Mechanizacja przeładunków materiałów sypkich (1964), Roboty ładunkowe (1960), Roboty ładunkowe. Zarys organizacyjno-ekonomiczny (1967), Roboty ładunkowe. Podstawy ekonomiki (1973). Był członkiem Rady Naukowej Instytutu Transportu Samochodowego, od 1960 członkiem Rady Motoryzacyjnej przy Radzie Ministrów. Był laureatem nagród resortowych.
Z poślubioną w 1935 Marią z Koelichenów (1909–1991), filologiem i publicystką, miał syna Tomasza, matematyka.
Zmarł w Warszawie, pochowany na warszawskim cmentarzu ewangelicko-augsburskim (sektor AlF-1-76).

## Ordery i odznaczenia
- Order Krzyża Grunwaldu III klasy (20 grudnia 1946)[5]
- Krzyż Kawalerski Orderu Odrodzenia Polski
- Złoty Krzyż Zasługi
- Srebrny Krzyż Zasługi
- Medal 10-lecia Polski Ludowej (22 lipca 1955)[6]